# The Heartbreakers
The Heartbreakers (Johnny Thunders and the Heartbreakers) var ett amerikanskt punkband som bildades i New York i maj 1975.

## Historia
Johnny Thunders och Jerry Nolan hade precis lämnat New York Dolls när de bildade The Heartbreakers tillsammans med Televisions basist Richard Hell. Walter Lure från Demons gick med som gitarrist. Richard Hell lämnade Heartbreakers 1976 efter konflikter med Thunders och ersattes av Billy Rath. Hell bildade bandet The Voidoids med bl.a. Robert Quine (senare med Lou Reed) på gitarr.
Heartbreakers reste sent 1976 till London för att turnera med Sex Pistols. Myndigheterna fick arrangörerna att ställa in många av konserterna, men bandet stannade kvar i London en period. Efter ett antal konserter fick de skivkontrakt med Track Records. Albumet L.A.M.F gavs ut 1977. Alldeles innan utgivningen lämnade Jerry Nolan bandet på grund av albumets dåliga ljudkvalitet. L.A.M.F fick tack vare den bristande ljudkvaliteten dålig kritik och sålde dåligt. Albumet är nu ansett som en klassiker och har återutgivits i en ommixad version. Nolan ersattes en kort period av Paul Cook från Sex Pistols och senare av Terry Chimes (tidigare i The Clash). Vid slutet av året upplöstes bandet, som dock återförenades flera gånger på 80-talet under korta perioder.
Heartbreakers har kallats "bron mellan brittisk och amerikansk punk".

## Medlemmar
- Johnny Thunders - sång, gitarr (död 1991)[1]
- Walter Lure - sång, gitarr (död augusti 2020)
- Billy Rath - bas (död 2014)[2]
- Jerry Nolan - trummor, sång (död 1992)[1]
- Richard Hell - sång, bas (lämnade bandet innan L.A.M.F.)

## Diskografi
- L.A.M.F. (1977)
- L.A.M.F. Revisited (1984)
- L.A.M.F. The Lost '77 Mixes (1994)
- Live at Max's Kansas City (1979)
- D.T.K. Live At The Speakeasy (1982)
- Live At The Lyceum Ballroom 1984 (1985)
- Live At Mothers (1991)
- What Goes Around (1991)
- Vive La Révolution (Live In Paris - December 8th 1977) (1992)
- Thunderstorm In Detroit (Live At The Silverbird 21/12/80) (2002)
- Down To Kill (2005) (utökad version av D.T.K. Live At The Speakeasy)